# 노동정책연구연수기구

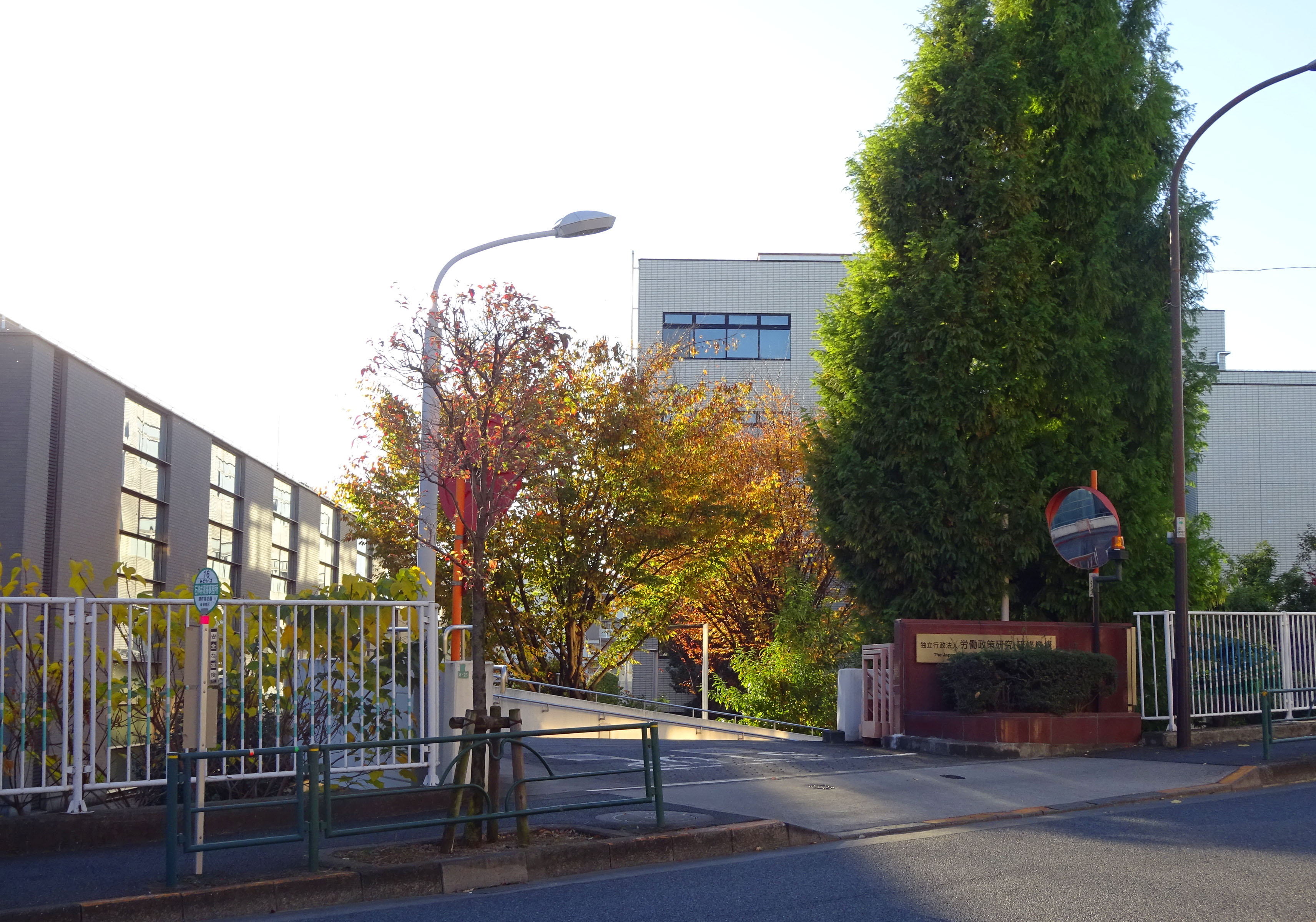
도쿄 네리마의 JILPT 청사.

독립행정법인 노동정책연구연수기구(일본어: 独立行政法人労働政策研究・研修機構 로도세이사쿠켄큐켄슈키코[*], 영어: Japan Institute for Labour Policy and Training, JILPT)는 일본 후생노동성 소관의 독립행정법인이다. 노동에 관한 종합적 조사연구, 연수사업 등을 담당한다.
그 역할상 한국노동연구원에 상당한다.
1958년 9월 노동성 소관 특수법인 일본노동협회(日本労働協会), 1961년 7월 노동성 소관 특수법인 고용촉진사업단(雇用促進事業団), 1964년 6월 노동성 직원 및 노동기준감독관의 연수기관인 노동연수소(労働研修所)가 각각 발족되었다. 1969년에는 고용촉진사업단 산하에 직업연구소(이후 고용직업종합연구소로 개칭)가 설치되었고, 1990년 1월 1일 일본노동협회와 고용직업종합연구소가 통합하여 특수법인 일본노동연구기구(약칭 JIL)이 발족했다. 2003년 일본노동연구기구와 노동연수소가 통합하여 독립행정법인 노동정책연구연수기구가 됨으로써 현재에 이른다.